# Mic Life
Mic Life, de son vrai nom Michaël-Alberto Zuniga, né en 1980 à Montréal, au Québec, est un rappeur et acteur pornographique canadien.

## Biographie
Michaël-Alberto Zuniga est élevé par une mère monoparentale Christine Garneau. À l'âge de 15 ans, il découvre sa passion pour le rap et écrit des textes sur sa vie, entre autres. En 1999, il rencontre trois autres passionnés du rap. De cette union sera formé le groupe Miks Familia, par la suite rebaptisé BBT. Ensemble, ils enregistrent un premier album intitulé Micks Familia Connection, qui connait un succès instantané et permet à Mic Life de rouler dans toutes les arénas du Québec. Quelques années plus tard, il quitte le groupe BBT et enregistre avec Wiser sur la compilation Sans rimes, ni raisons, paru sur le label : Les Disques NSC. Ils enregistrent ensemble la chanson Graffiti, qui fera l'objet de deux vidéoclips. Ensuite, le président de NSC, Sylvain Marquis (alias Grand Marquis), lui offre de se joindre à lui. Mic Life trouve un nouvel environnement de travail pour laisser libre cours à son imagination. 
En 2006, Mic Life lance un premier album intitulé Inflammable Nü Rap NRG, orienté crunk et techno. Cette même année, il publie un clip pornographique intitulé Putes. En septembre 2008, il publie son deuxième album intitulé Corrozif, contenant 13 chansons de rupture, entre autres. En mars 2009, il est condamné à 6 mois de prison ferme pour « acte de violence gratuit, sans motif valable et complètement déraisonnable et disproportionné compte tenu des circonstances,. »

## Discographie
- 2006 : Inflammable Nü Rap NRG
- 2008 : Corrozif
- 2010 : Explozif